# Liste von Bergwerken im Saarland

Landkreise im Saarland.

Die Liste von Bergwerken im Saarland führt die Gruben, Bergwerke, Stollen und andere unter das Bergrecht fallende Betriebspunkte im Saarland auf. 

## Geschichte
Der Bergbau im Saarland existierte bereits in keltischer Zeit und ist seit 1429 urkundlich nachgewiesen. Überwiegend wurde Steinkohle abgebaut. Mit der einsetzenden Industrialisierung Deutschlands ab 1850 sorgte die stark gestiegene Nachfrage nach Kohle für eine enorme Ausdehnung des Bergbaus an der Saar. Im Juni 2012 endete der Kohlebergbau im Saarland mit der Schließung des Bergwerks Saar. Als letzte aktive Grube verblieb danach die Kalksteingrube Auersmacher, die aber seit 2017 nur noch im Standby vorgehalten wird.

## Liste der Bergwerke
Siehe:
- Liste von Bergwerken im Landkreis Merzig-Wadern
- Liste von Bergwerken im Landkreis Neunkirchen
- Liste von Bergwerken im Regionalverband Saarbrücken
- Liste von Bergwerken im Landkreis Saarlouis
- Liste von Bergwerken im Saarpfalz-Kreis
- Liste von Bergwerken im Landkreis St. Wendel